# Van Bunge

Familiewapen van Van Bunge

Van Bunge is een geslacht dat in mannelijke lijn afstamt van een buitenlandse adellijke familie en waarvan leden de Nederlandse nationaliteit hebben verworven. Drie maal is een lid bij KB ingelijfd in de Nederlandse adel, te weten in 1982, 1983 en 1995.

## Geschiedenis
De stamreeks begint met Samuel Bunge, burgemeester van Tribsees. Een achterkleinzoon, Samuel Joachim (van) Bunge (1718-1802), geboren  op 18 december 1718 in Neuenkirchen, werd op 4 oktober 1748 in Wenen door keizer Frans I in de adel van het Heilig Roomse Rijk verheven. Hij had als kapitein in het regiment van de markgraaf van Baden, deelgenomen aan de belegering van Bergen op Zoom. Hij trad als officier in Staatse dienst en vestigde zich in Utrecht. In 1775 is hij 'major en kapitein van een Compagnie in het 2de Bataljon van het 2de Regiment Orange Nassau'.

### Inlijving
Drie directe nazaten van Samuel Joachim (von) Bunge werden bij KB van respectievelijk 1982, 1983 en 1995 ingelijfd in de Nederlandse adel. De inlijvingen vonden plaats op grond van afstamming van Samuel Joachim (van) Bunge († 1802) en zijn adelverheffing in 1748.
- Bij KB van 24 mei 1982, nr. 26, Lodewijk Frederik Wilhelmus Maria van Bunge (1926-2009), wonende te Eindhoven, oud-perschef van Philips en journalist. Diploma 7 september 1983.
- Bij KB van 16 september 1983, nr. 9, Alfred Arthur Leopold van Bunge (1946), wonende te Voorburg, journalist en neef (oomzegger) van jonkheer L.F.W.M. van Bunge.
- Bij KB van 23 mei 1995 werd ten slotte Eduard Adolf Boudewijn van Bunge (1941-1995), wonende te Voorburg, lid managementteam Bureau voor de Algemene Bestuursdienst, Ministerie van Binnenlandse Zaken, broer van jonkheer A.A.L. van Bunge, ingelijfd in de Nederlandse adel.

## Wapen
Gedeeld; I in blauw drie zilveren fuiken boven elkaar; II in goud een rode griffioen. Een halfaanziende helm; een kroon van drie bladeren en twee parels; dekkleden rechts blauw en zilver, links rood en goud; helmteken een geharnaste rechterarm van natuurlijke kleur, houdende een zilveren kromzwaard met gouden gevest.

## Afstamming
Samuel Bunge, burgemeester van Tribsees
- (Hans) Jo(a)chim Bunge († [1702]), cameraar en burgemeester van Tribsees, pandnemer van het adellijk goed Landsdorf
  - Jo(a)chim Bunge († 1748), raad, cameraar en kerkmeester in Tribsees, ambt-schrijver van de doorluchtige vorst von Strelitz in Mecklenburg te Katzenow
  - Heinrich Bunge (1682-1759), predikant te Neukirchen, huwde voor de 3de maal met Sophia Dorothea Bülthen (1689-1754)
    - Samuel Joachim (von) Bunge (1718-1802)

  - Maria Bunge, in 1713 gehuwd met Andreas Spalding, burgemeester van Tribsees[noot 2]